# Hermien Stellmacher
Hermien Stellmacher (* 7. Mai 1959 in Leiden, Niederlande) ist eine deutsche Autorin und Illustratorin.

## Leben und Werk
1974 zog Hermien Stellmacher nach Deutschland. Nach dem Grafik-Design-Studium an der FH Würzburg bei Nicolai Sarafov arbeitete sie in einer Werbeagentur. Anschließend war sie zwei Jahre als Designerin beim Spielwarenhersteller Sigikid tätig.
1989 gründete sie mit ihrem Mann, Joachim Schultz die Edition Schultz & Stellmacher. Beachtung fanden die von ihnen handgedruckten Leporello-Bücher mit Texten von Jean Paul, Heinrich Heine und Max Stirner. In der Edition erschienen bis heute zahlreiche Bayreuthiana zu und von Oskar Panizza, Richard Wagner und anderen. 1995 erschien das erste Bilderbuch. Seit 1998 ist sie ausschließlich als Autorin und Illustratorin tätig und veröffentlichte u. a. bei ArsEdition, dtv junior, Loewe, Ravensburger und Thienemann zahlreiche Kinder- und Jugendbücher. Die Reihe um den Hasen Moritz Moppelpo hat 2015 eine Auflage von 230.000 erreicht. Sie unterrichtete Siebdruck und Radierung an der Fachoberschule für Gestaltung.
Unter dem Pseudonym Fanny Wagner erschien 2012 bei Rowohlt ihr erster Frauenroman mit dem Titel George Clooney, Tante Renate und ich. Gemeinsam mit der Autorin Caroline Birk, alias Katharina Wieker veröffentlichte sie 2013 den Roman Garantiert wechselhaft, 2014 folgte der Band Überwiegend fabelhaft. 2015 erschien im Insel Verlag ihr Roman Cottage mit Kater, 2023 ebendort Nur ein einziger Tanz.
Hermien Stellmacher lebt mit ihrem Mann und gelegentlichen Co-Autor in der Fränkischen Schweiz, in der Nähe von Bayreuth.

## Auszeichnungen
- 1995 lobende Anerkennung im Wettbewerb "Die schönsten deutschen Bücher" der Stiftung Buchkunst
- 1996 "Buch des Monats" der Deutschen Akademie für Kinder- und Jugendliteratur e.V.
- 2004 "Paderborner Hase", zusammen mit Joachim Schultz für das Buch "Drei Mäuseritter ohne Furcht und Tadel"

## Ausstellungen
- Wir machen Bücher bunt - Volumen Zwei, 2005 in Grafing, Zeichnungen von fünf Kinderbuchillustratoren Hermien Stellmacher, Dagmar Geisler, Katharina Wieker, Wilfried Gebhard und Bernhard Oberdieck[1]
- Jean Paul Plakate, 2013 in Bayreuth, Dokumentation von Bayreuther Aktivitäten zu Jean Paul in den vergangenen 30 Jahren; Porträts auf den Plakaten von Horst Janssen, Stephan Klenner-Otto, Hermann Rongstock, Hermien Stellmacher u. a.[2]

## Werke
- Cottage mit Kater, Insel Verlag, Berlin 2015, ISBN 978-3-458-36088-9
- Katzenglück und Dolce Vita, Insel Verlag, Berlin 2017, ISBN 978-3-458-36274-6
- Wie wir Katzen die Welt sehen, Insel Verlag, Berlin 2017, ISBN 978-3-458-36305-7
- Die Katze im Lavendelfeld, Insel Verlag, Berlin 2019, ISBN 978-3-458-36407-8
- Was bleibt, wenn alles verschwindet, Insel Verlag 2021 ISBN 978-3-458-68152-6
- Nur ein einziger Tanz, Insel Verlag, Berlin 2023, ISBN 978-3-458-68280-6